# Озогуз, Айдан
Айдан Озогуз (род. 31 мая 1967) — немецкий политик турецкого происхождения. С 2009 года является членом Бундестага от Социал-демократической партии Германии (СДПГ). В 2011 году была избрана заместителем председателя СДПГ. Занимает должности министра в ведомстве федерального канцлера и комиссара по иммиграции, беженцам и интеграции.

## Биография
Айдан Озогуз родилась 31 мая 1967 года в Гамбурге в семье этнических турок, приехавших в Германию в 1958 году. Выросла в Гамбург-Локштедте. В 1989 году Озогуз получила гражданство Германии. У неё есть два брата, Явуз и Гюрхан.
В 1986 году Айдан Озогуз окончила школу. В 1994 году она получила степень магистра. Во время учёбы в Гамбургском университете она была членом Турецкого студенческого общества Гамбурга и в течение двух лет занимала пост его председателя.
С 1994 года работала в фонде Кёрбера. После избрания в Бундестаг потеряла свой пост в фонде.
В 2001—2008 годах Озогуз являлась членом парламента Гамбурга. Занимала пост председателя парламентской группы СДПГ по миграционной политике и входила в комитеты внутренних дел, по делам семьи и петиций.
В 2004 году вступила в СДПГ, Айдан Озогуз стала первой турчанкой, избранной на пост заместителя председателя СДПГ.
В 2009 году Озогуз была избрана членом Бундестага. Входила в комитет по делам семьи, пожилых людей, женщин и молодёжи. 2 марта 2010 года парламентская группа СДПГ назначила Айдан Озогуз комиссаром по интеграции.
В 2013 году была повторно избрана в парламент. Она стала одной из 11 этнических турок и одной из 7 женщин-турчанок, которые были в том году избраны в Бундестаг.
16 декабря 2013 года Айдан Озогуз была назначена комиссаром по иммиграции, беженцам и интеграции. Она стала первой турчанкой и первой мусульманкой, вошедшей в состав федерального правительства Германии.

### Личная жизнь
Замужем, есть дочь.